# Francisco Bonet Serrano
Francisco "Paco" Bonet Serrano, (Almuñécar, Granada, 27 de junio de 1959), Conocido también como Bonet, exfutbolista español que jugaba en la posición de defensa central en los años 80, donde marco una época y se consolidó como uno de los mejores centrales de la 1ª división en la liga Española. Su carrera fue meteórica y relativamente corta debido a las graves lesiones sufridas las cuales le obligaron a retirarse del mundo del fútbol como jugador profesional.

## Estadísticas

### Clubes
| Club                 | País   | Año     |
| -------------------- | ------ | ------- |
| UD Molinar           | España | 1977-78 |
| Atlético Baleares    | España |         |
| Palencia CF          | España |         |
| RCD Mallorca         | España | 1980-81 |
| Elche Club de Fútbol | España | 1981-82 |
| Real Madrid          | España | 1982-86 |
| RCD Mallorca         | España | 1986-88 |

## Palmarés

### Títulos nacionales
| Título                  | Club        | País   | Año     |
| ----------------------- | ----------- | ------ | ------- |
| Liga Española de Fútbol | Real Madrid | España | 1985-86 |
| Copa de la Liga         | Real Madrid | España | 1985-86 |

### Títulos internacionales
| Título          | Club        | País   | Año     |
| --------------- | ----------- | ------ | ------- |
| Copa de la UEFA | Real Madrid | España | 1984-85 |
| Copa de la UEFA | Real Madrid | España | 1985-86 |

## Internacionalidades
- 4 veces internacional con España.
- Debutó con la selección española en Málaga el 27 de octubre de 1982 contra Islandia.